# James Stopford, I conte di Courtown
James Stopford, I conte di Courtown (1700 – 12 gennaio 1770), è stato un politico irlandese.

## Biografia
Era il figlio di James Stopford, e di sua moglie, Frances Jones. Suo padre rappresentò la Contea di Wexford nella Camera dei comuni.

### Carriera
Successe al padre come deputato della Contea di Wexford (1721-1727) e di Fethard (County Wexford) (1727-1758). Nel 1756 fu nominato High Sheriff of Wexford.
Nel 1758 fu elevato al Parìa d'Irlanda come barone Courtown. Quattro anni più tardi egli fu creato visconte Stopford e conte di Courtown.

## Matrimonio
Sposò, il 24 febbraio 1727, Elizabeth Smyth (1705-8 settembre 1788), figlia di Edward Smyth. Ebbero quattro figli:
- Lady Anne Stopford (?-1808), sposò Walter Hore, non ebbero figli:
- James Stopford, II conte di Courtown (28 maggio 1731-30 aprile 1810);
- Edward Stopford (1732–22 ottobre 1794), sposò Letitia Blacker, ebbero tre figli;
- Thomas Stopford (?-1805).

## Morte
Morì il 12 gennaio 1770.